# 1996 Adams
1996 Adams è un asteroide della fascia principale. Scoperto nel 1961, presenta un'orbita caratterizzata da un semiasse maggiore pari a 2,5590871 UA e da un'eccentricità di 0,1380377, inclinata di 15,13167° rispetto all'eclittica.
L'asteroide è dedicato al matematico britannico John Couch Adams.